# 가어
가어(Ga)는 가나에서 쓰이는 콰어의 일종으로, 가나의 수도 아크라와 그 주변에서 가족에 의해 쓰인다.

## 분류
가어는 니제르콩고어족의 일부분인 콰어군에 속하며 아당메어와 매우 가까운 관계이다.

## 사용 지역
가어는 가나의 남동부 지역에서 수도 아크라와 그 근처에서 쓰인다. 가어의 방언 편차는 상대적으로 적은 편이다. 비록 영어가 가나의 공용어이지만 가나 언어국에서 편찬한 자료에 나오는 가나에서 쓰이는 16개 언어 중의 하나이다.

## 음운

### 자음
가어는 총 31개의 자음 음소를 가지고 있다.
- [ŋʷ]는 /w/의 변이음으로서 비음 앞에서 나타나며 표기에 반영된다.
- /l/은 자음과 모음 사이에서 [r]처럼 발현된다.
- /j/는 비음 앞에서 발현되는 변이음 [ɲ]가 있다.

|        | 양순음 | 양순음 | 순치음 | 순치음 | 치음 | 치음 | 치경음 | 치경음 | 경구개음 | 경구개음 | 연구개음 | 연구개음 | 성문음 | 성문음 | 양순연구개음 | 양순연구개음 | 순음화치경구개음 | 순음화치경구개음 | 순음화연구개음 | 순음화연구개음 |
| ------ | ------ | ------ | ------ | ------ | ---- | ---- | ------ | ------ | -------- | -------- | -------- | -------- | ------ | ------ | ------------ | ------------ | ---------------- | ---------------- | -------------- | -------------- |
| 파열음 | p      | b      |        |        | t    | d    |        |        |          |          | k        | ɡ        |        |        | kp           | ɡb           |                  |                  | kʷ             | ɡʷ             |
| 비음   |        | m      |        |        |      | n    |        |        |          | ɲ        |          | ŋ        |        |        |              | ŋm           |                  |                  |                |                |
| 마찰음 |        |        | f      | v      | s    | z    | ʃ      |        |          |          |          |          | h      |        |              |              | ʃʷ               |                  | hʷ             |                |
| 파찰음 |        |        |        |        |      |      | tʃ     | dʒ     |          |          |          |          |        |        |              |              | tʃʷ              | dʒʷ              |                |                |
| 접근음 |        |        |        |        |      |      |        |        |          | j        |          |          |        |        |              |              |                  | jʷ               |                | w              |
| 설측음 |        |        |        |        |      | l    |        |        |          |          |          |          |        |        |              |              |                  |                  |                |                |

### 모음
가어는 7개의 구강 모음(일반적으로 말하는 모음)과 5개의 비강 모음(일반적으로 비모음)이 있다. 모든 모음은 3종류의 길이 자질을 가지고 있는데, '단(짦음)', '장(김)', '매우 김' 이 3가지이다. (마지막 '매우 긴' 모음은 단순 미래나 단순 과거의 부정 형태에서 나타난다.)
| 단모음   | 전설 | 중설 | 후설 |
| -------- | ---- | ---- | ---- |
| 폐모음   | i    |      | u    |
| 반폐모음 | e    |      | o    |
| 반개모음 | ɛ    |      | ɔ    |
| 개모음   |      | a    |      |

| 단모음   | 전설 | 중설 | 후설 |
| -------- | ---- | ---- | ---- |
| 폐모음   | ĩ    |      | ũ    |
| 반폐모음 |      |      |      |
| 반개모음 | ɛ̃    |      | ɔ̃    |
| 개모음   |      | ã    |      |

### 성조
가어에는 2가지 성조가 있는데, 높은 성조와 낮은 성조이다. 다른 많은 서부 아프리카어와 마찬가지로 성조 내림조 현상(tone terracing)이 있다.

### 음소 배열
'모음', '자음-모음'이 기본 음절 구조이다. '자음-자음-모음' 음절 구조도 나타나는데, 이것은 /l/음이나 성절적 비음이 두 번째 자음에 나타났을 때만 가능하다.

## 문자
가어는 덴마크 군인 아버지와 아프리카인 어머니 사이에서 난 Christian Jacobsen Protten에 의해 1764년 최초로 기록되었다. 1968년 이래로 가어의 정서법은 수차례 개정되어 왔으며, 가장 최근의 개정은 1990년 때의 것이다.
문자는 라틴 문자를 바탕으로 한 26자의 문자를 사용한다. 이것은 가어의 특성을 반영하여 몇몇 음소의 IPA 기호에 대응하는 3가지 문자가 추가된 것이다. 그리고 총 11개의 이중음자와 2개의 삼중음자가 있다. 모음의 길이는 모음을 반복하거나(장모음 aa) 3번 반복함으로써(매우 긴 모음 aaa) 표시한다. (단모음은 a) 성조는 별도로 표시하지 않는다. 최소 대립쌍사이의 변별을 위해 구강 자음뒤에 별도로 비음화를 표기하기도 한다.
가어의 문자는:
Aa, Bb, Dd, Ee, Ɛɛ, Ff, Gg, Hh, Ii, Jj, Kk, Ll, Mm, Nn, Ŋŋ, Oo, Ɔɔ, Pp, Rr, Ss, Tt, Uu, Vv, Ww, Yy, Zz
IPA 음가와 일치하지 않는 문자(그 외 문자는 IPA 음가와 일치한다. 예) B /b/):
- J j - /dʒ/
- Y y - /j/

이중음자와 삼중음자:
- Gb gb - /gb/
- Gw gw - /ɡʷ/
- Hw hw - /hʷ/
- Jw jw - /dʒʷ/
- Kp kp - /kp/
- Kw kw - /kʷ/
- Ny ny - /ɲ/
- Ŋm ŋm - /ŋm/
- Ŋw ŋw - [ŋʷ]
- Sh sh - /ʃ/
- Ts ts - /tʃ/
- Shw shw - /ʃʷ/
- Tsw tsw - /tʃʷ/

## 참고 문헌
- M. E. Kropp Dakubu, "West African Language Data Sheets Vol 1", West African Linguistic Society, 1997.
- M. E. Kropp Dakubu, The Languages of Ghana, Kegan Paul International for the International African Institute, 1988, ISBN 0-7103-0210-X
- Bureau of Ghana Languages, Ga Wiemɔ Kɛ Ŋmaa, Accra:Bureau of Ghana Languages, ISBN 9964-2-0276-8
- A. A. Amartey, Beginners' Ga, Ga Society, 1989